# 9e Symfonie-syndroom

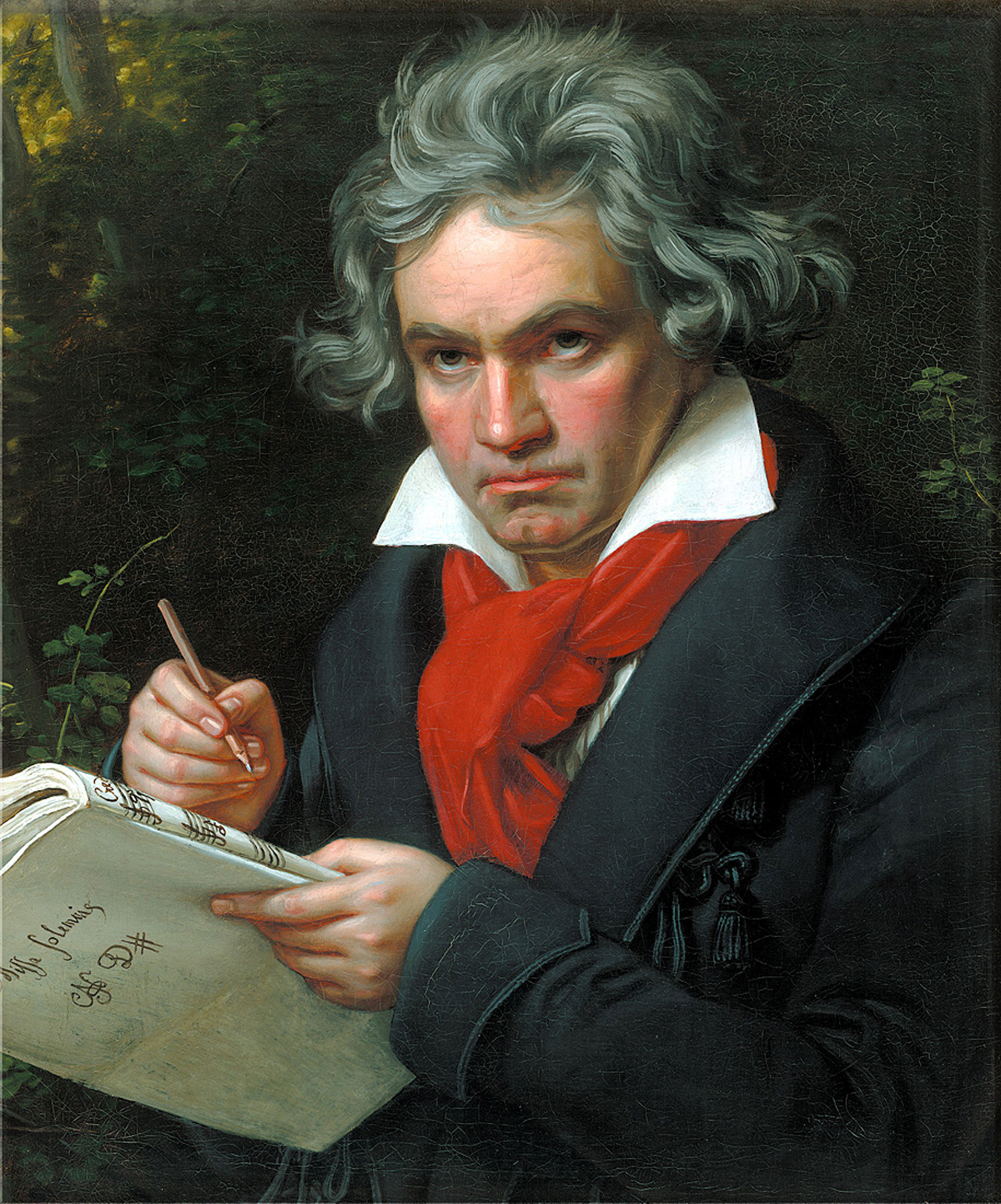
Ludwig van Beethoven, de componist van de 9e Symfonie die het syndroom bij anderen veroorzaakte.

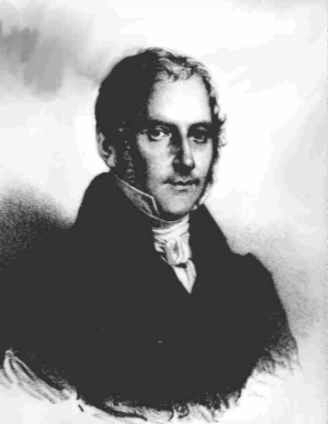
Louis Spohr voltooide 9 symfonieën en kon, net als Beethoven, zijn 10e niet meer voltooien.

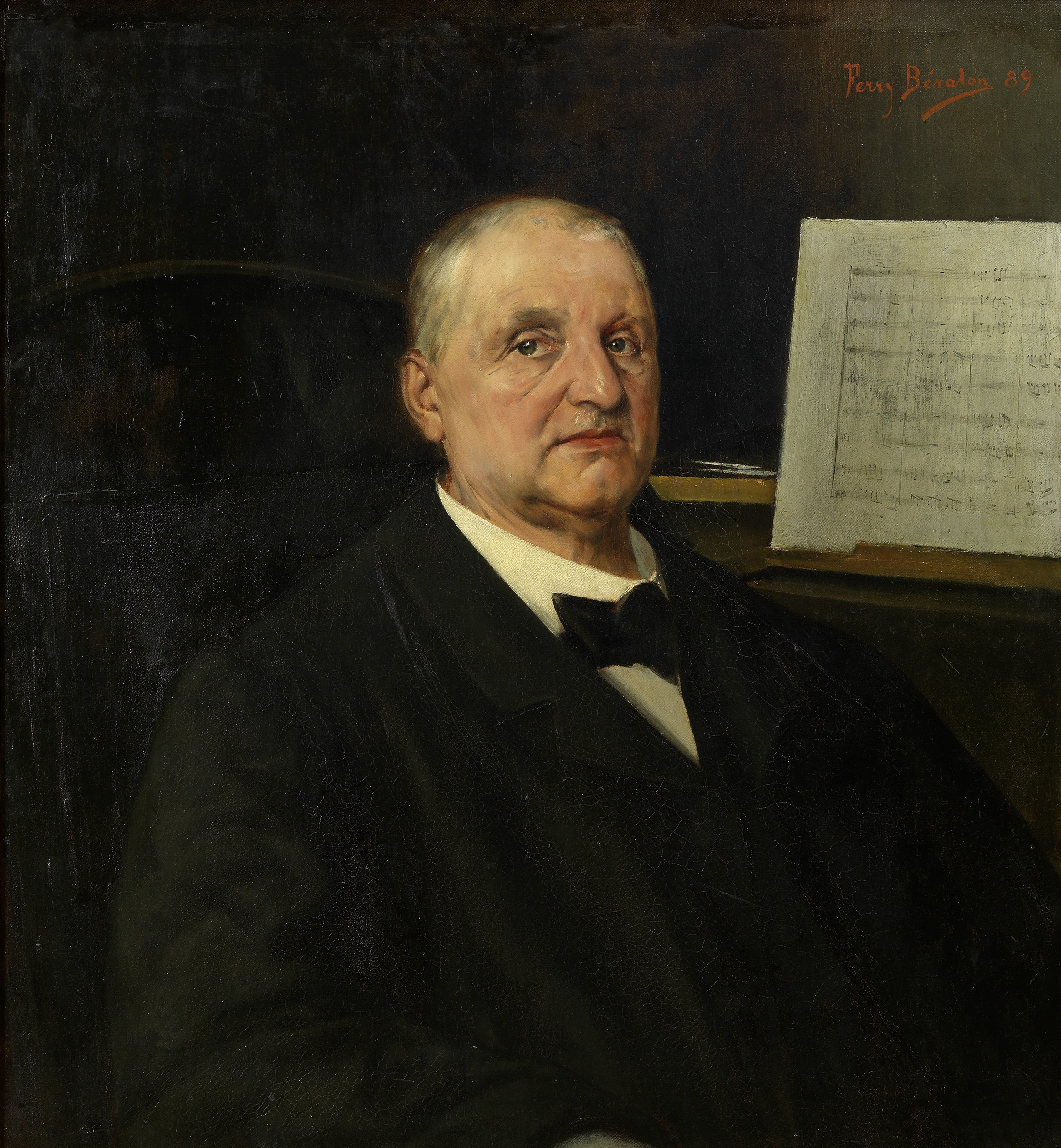
Anton Bruckner, geportretteerd in 1890, in de jaren waarin hij werkte aan zijn 9e en laatste symfonie.

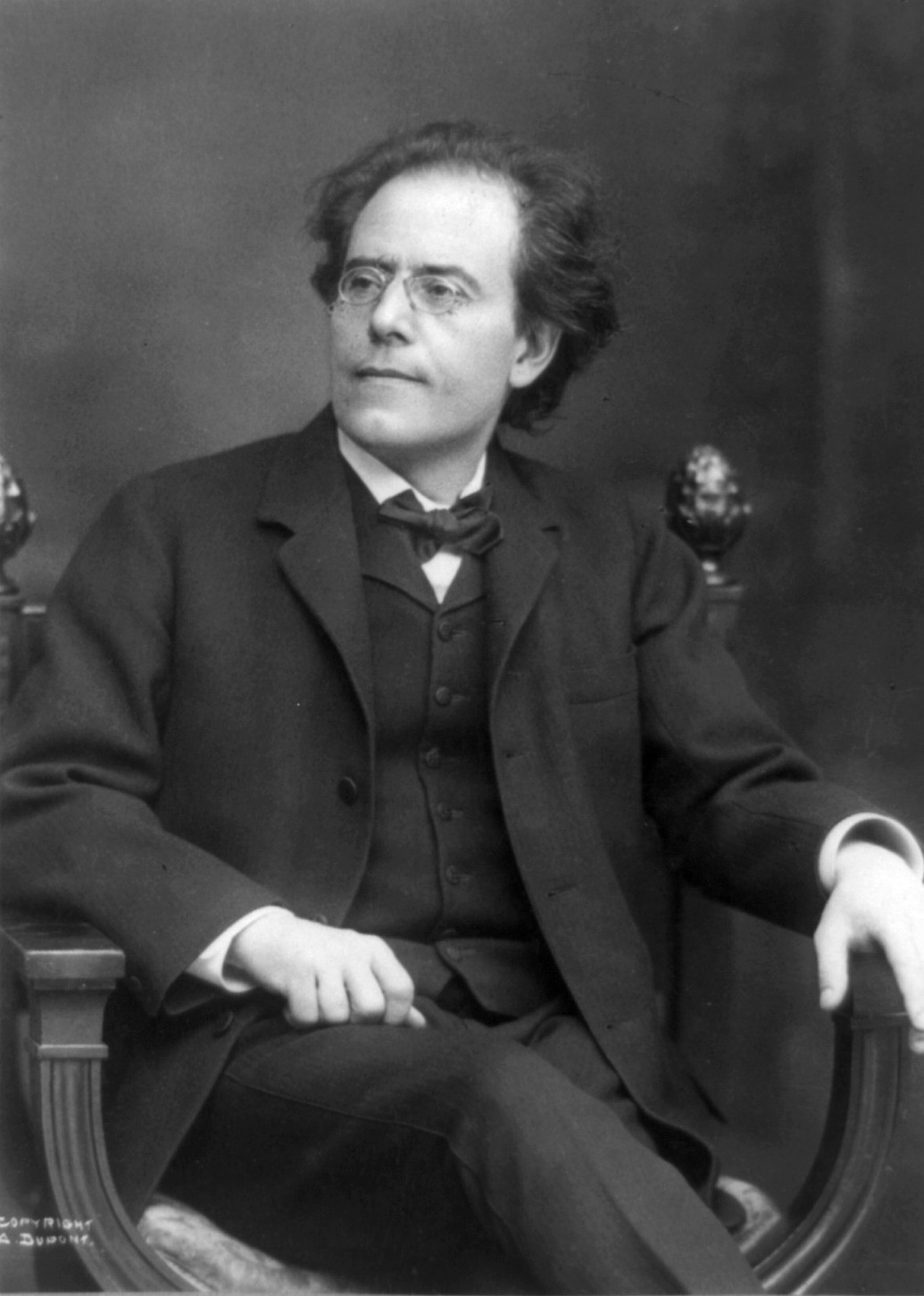
Gustav Mahler in 1909, het jaar waarin hij begon aan zijn 9e symfonie.

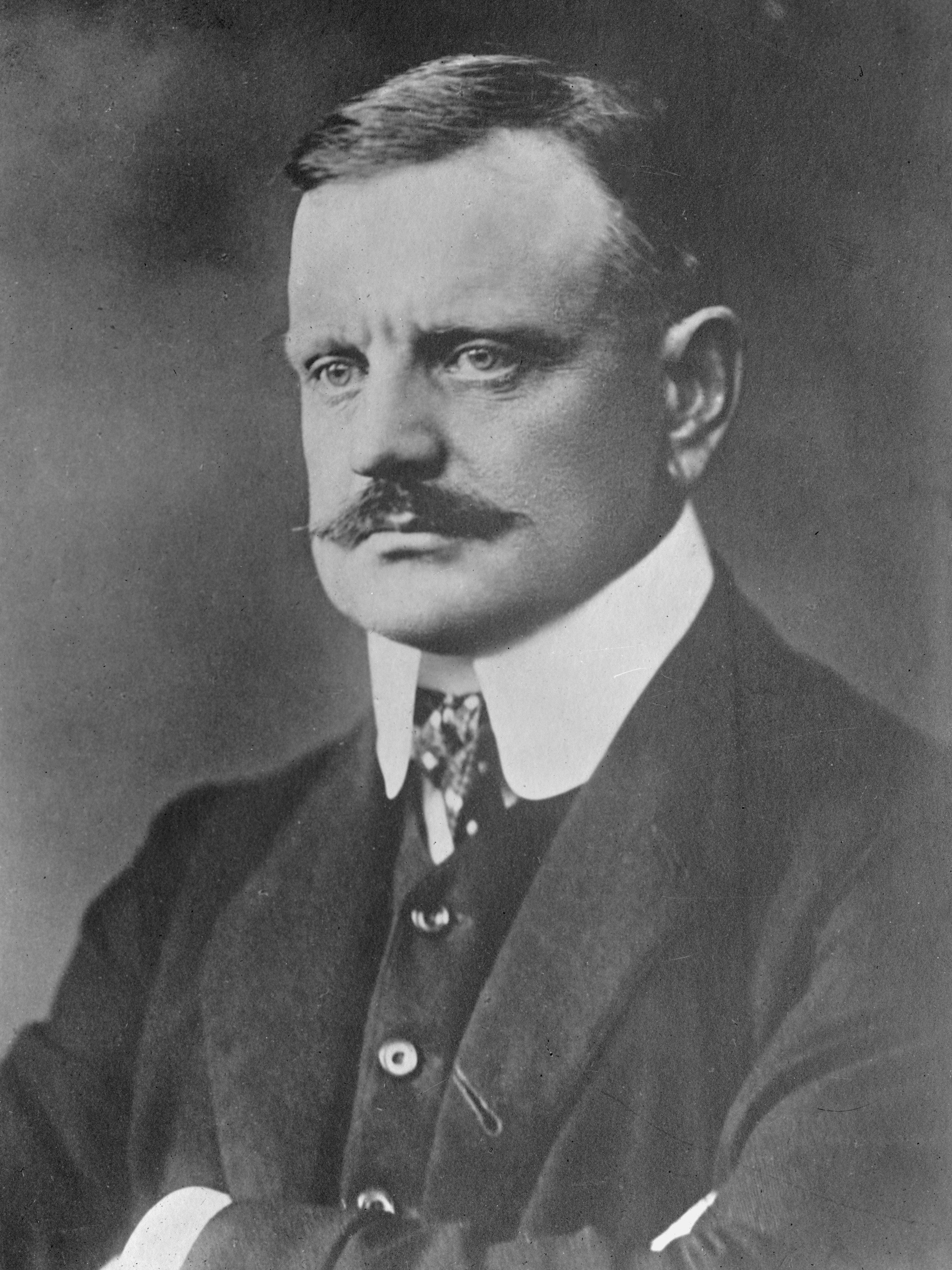
Jean Sibelius kwam nooit toe aan een 9e symfonie: hij werkte heel lang aan de 8e en gooide hem uiteindelijk in het vuur.

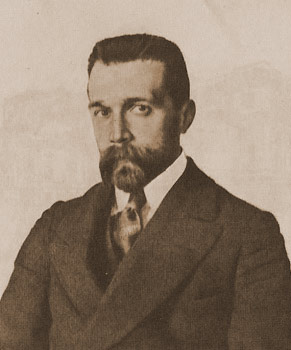
Nikolaj Mjaskovski (27 symfonieën) had duidelijk geen moeite met het getal 9.

Het 9e Symfonie-syndroom is een mythe of bijgeloof bij componisten van klassieke muziek die berust op het gegeven dat na Ludwig van Beethoven vele componisten niet meer tot negen symfonieën kwamen of bang waren voor het passeren van deze grens.

## Situatie voor Ludwig van Beethoven
Voor de tijd van Ludwig van Beethoven componeerden veel componisten grote aantallen symfonieën. Zo componeerde Joseph Haydn er 104, Wolfgang Amadeus Mozart 41, en William Herschel, Michael Haydn en Václav Pichl allen meer dan 20. Dit grote aantal hield verband met de klassieke principes die werden gehanteerd. De vorm waaraan een symfonie moest voldoen was feitelijk vastgesteld en voorgeschreven; de symfonie bestond altijd uit deze vier delen:
1. Allegro
2. Adagio of Andante
3. Allegro (in de vorm van een Menuet of Scherzo)
4. Finale

Hierbij mochten de middendelen verwisseld worden. Binnen de delen waren klassieke dansen zoals de bourrée of gavotte opgenomen.
(Onder)delen van de ene symfonie konden zonder problemen in andere worden hergebruikt (het parodieprincipe). De tijdsduur van een symfonie was vrij kort; tien minuten tot een kwartier was normaal. Pas latere symfonieën van Haydn en Mozart duurden ongeveer een half uur.

## Beethovens situatie
Met Ludwig van Beethoven werd de symfonie indringender, serieuzer en meer conflictueus. Ook kregen vele symfonieën een programma mee dat in de muziek uitgespeeld en gereflecteerd werd.
Bijnamen van symfonieën vóór Beethoven hielden meestal geen verband met de gecomponeerde muziek; Mozarts Jupiter-symfonie heeft niets met deze planeet te maken, maar werd zo genoemd door de Londense impresario Johann Peter Salomon wegens haar "Olympische grandeur" (Jupiter was immers de Romeinse benaming van de Griekse oppergod Zeus). Gedurende Beethovens tijd kwam er soms een verbinding tot stand tussen de benaming of bijnaam van een symfonie en de bedoeling die de componist er mee had. Bijvoorbeeld Beethovens zesde symfonie Pastorale. Na Beethoven nam deze praktijk grootse vormen aan.
De composities werden langer en ingewikkelder. Beethovens 3e, 5e, 7e en 9e symfonie duurden tussen de 35 en 65 minuten. Daardoor werd het moeilijker veel symfonieën te componeren en componisten componeerden meestal ook nog andere muziekstukken.

## Situatie na Beethoven
De term "9e Symfonie-syndroom" is geen erkende situatie in de musicologie. Wel is het een opvallend gegeven. Het idee dat het componeren van een symfonie onmogelijk zou worden nadat een componist een negende symfonie had voltooid – door het magische van het getal negen – of dat men terughoudend was om tot negen te komen, speelt een rol bij deze mythe. Sommige componisten ervoeren een blokkade om voorbij de negen te komen (Anton Bruckner) of vermeden de negen (Gustav Mahler, althans aanvankelijk). De term "symfobie" is in deze context genoemd.
In de huidige tijd worden veel minder symfonieën gecomponeerd. Daarom speelt deze mythe geen rol meer. De symfonie neemt in het hedendaagse componeren ook niet meer die prominente rol in die zij had. Johannes Brahms vond al dat na Beethovens symfonieën eigenlijk alles al was gezegd en dat meer symfonieën componeren nutteloos was. Hij bracht het met moeite tot vier.

## Andere componisten

### Niet meer dan 9 symfonieën
Hier enkele belangrijke componisten die na Beethovens tijd niet boven de negen symfonieën uitkwamen:
- Franz Schubert, voltooide zijn achtste symfonie niet en bleef steken bij nummer negen, de Grote C-majeur-symfonie (musicologen zijn er inmiddels achter gekomen dat die Onvoltooide eigenlijk de Zevende is en de Grote dus de achtste). Een syndroom hierover heeft Schubert, die slordig omsprong met zijn manuscripten, vermoedelijk niet gehad: van hem bestaan nog meer fragmenten van diverse onvoltooide symfonieën;
- Louis Spohr voltooide negen symfonieën;
- Felix Mendelssohn Bartholdy schreef in zijn wonderkind-periode weliswaar 13 symfonieën voor strijkorkest, maar kwam bij de "officiële" symfonieën tot een totaal van vijf;
- Robert Schumann voltooide vier symfonieën (de Zwickau-symfonie niet meegeteld);
- Niels W. Gade had zo'n groot ontzag voor Beethovens negende dat hij na zijn achtste symfonie (1869-71) stopte met het schrijven van symfonieën.
- Anton Bruckner, voltooide acht symfonieën en vrijwel de complete negende symfonie. Tijdens het componeren van de slotmaten van de finale van zijn negende overleed hij. Zijn beide studiesymfonieën worden hierbij niet meegeteld, hoewel de Nummer nul wel degelijk een volwaardige en voldragen symfonie is. Hij ervoer regelmatig psychische blokkades en was bevreesd voor de ‘negen’;
- Antonín Dvořák voltooide negen symfonieën, maar vier stuks werden pas in de tweede helft van de twintigste eeuw in de officiële nummering opgenomen. Zo stond de 7e symfonie lange tijd bekend als de 2e, en de 9e Uit de Nieuwe Wereld als de 5e;
- Pjotr Iljitsj Tsjaikovski voltooide zeven symfonieën, waarvan er één (Manfred) niet in de nummering werd opgenomen. Eén symfonie voltooide hij niet; hij werkte het openingsdeel om tot 3e pianoconcert (op. 75).
- Gustav Mahler ervoer een blokkade toen hij zijn 9e symfonie naderde. Hij vermeed lange tijd het getal. Zijn eigenlijke 9e symfonie ‘Das Lied von der Erde’ gaf hij geen nummer en uiteindelijk voltooide hij een symfonie met het nummer negen, feitelijk de tiende. Hij overleed gedurende de compositie van zijn 10e symfonie, feitelijk de 11e;
- Johannes Brahms begon aan diverse symfonieën, maar werkte die om tot respectievelijk de 1e Serenade (op. 11) en het 1e Pianoconcert (op. 15). Daarna meed hij lange tijd het genre symfonie. Hij kwam uiteindelijk tot vier;
- Egon Wellesz voltooide negen symfonieën;
- Jean Sibelius voltooide zeven genummerde symfonieën en gooide grote delen van zijn 8e in het haardvuur. Maar feitelijk was het zijn negende symfonie, aangezien hij de in de beginjaren gecomponeerde Kullervo-symfonie nooit in zijn nummering meenam. De laatste jaren van zijn leven componeerde hij vooral kleinere werken.
- William Schuman, voltooide uiteindelijk zijn 10e symfonie nadat hij jaren om de compositie heen had gedraaid;
- Ralph Vaughan Williams voltooide negen symfonieën;
- Harald Sæverud voltooide negen symfonieën;
- Roger Sessions voltooide negen symfonieën;
- Vincent Persichetti voltooide negen symfonieën;
- Peter Mennin voltooide negen symfonieën maar trok de 1e voor uitvoering terug;
- Aleksandr Glazoenov voltooide acht symfonieën en overleed gedurende de werkzaamheden aan zijn 9e;
- Sergej Prokofjev voltooide zeven symfonieën (waarvan de vierde in twee versies verscheen);
- Bohuslav Martinu voltooide zes symfonieën;
- Matthijs Vermeulen voltooide zeven symfonieën
- Malcolm Arnold voltooide negen symfonieën
- Alfred Schnittke voltooide de nummers 1 tot en met 8. Van symfonie nr. 9 voltooide hij drie delen. Onduidelijk is of dat een totale symfonie was. Postuum verscheen Symfonie nr. 0.

Uiteraard gold niet voor alle hierboven genoemde componisten dat zij het getal negen als een probleem zagen, zoals dat bij Gade, Mahler en Bruckner wel het geval was. Brahms zag op tegen het begrip symfonie als zodanig, aan het aantal van negen stuks kwam hij lang niet toe.

### Meer dan 9 symfonieën
Voorbeelden van componisten die er duidelijk geen moeite mee hadden:
- Dmitri Sjostakovitsj voltooide 15 symfonieën. Jozef Stalin was bekend met deze mythe en verwachtte van Sjostakovitsj een 9e symfonie die wat betreft pathos en heroïek ver boven Beethovens werk zou uitstijgen. Dit ook omdat de Tweede Wereldoorlog bijna beëindigd was. Sjostakovitsj reageerde met een pretentieloos, oppervlakkig en bijna banaal werkje.
- Nikolaj Mjaskovski voltooide 27 symfonieën. Hij schreef zijn Negende en Tiende gelijktijdig, dus misschien had hij toch last van het syndroom.
- Philip Glass voltooide zijn Symfonie nr. 10 in 2012. Hij omzeilde daarmee het 9e Symfonie-syndroom. Hij zou deze symfonie hebben afgerond voordat zijn negende in première ging op 1 januari 2012.
- David Diamond voltooide 11 symfonieën;
- Julius Röntgen voltooide 24 symfonieën, waarvan 18 stuks in de jaren 1930-32;
- Lev Knipper voltooide 21 symfonieën;
- Allan Pettersson schreef 17 symfonieën waarvan de 1e en de 17e onvoltooid bleven;
- Henk Badings voltooide 15 symfonieën, waarvan er één (tussen nr. 1 en 2) niet werd meegenummerd;
- Mieczysław Weinberg voltooide 19 symfonieën en 4 symfonieën voor kamerorkest;
- Roy Harris voltooide 16 symfonieën;
- Alexander Moyzes voltooide 12 symfonieën;
- Heitor Villa-Lobos voltooide ook 12 symfonieën;
- Edmund Rubbra voltooide 11 symfonieën;
- Vagn Holmboe voltooide 13 symfonieën;
- Havergal Brian voltooide 32 symfonieën, waarvan 22 na zijn 80ste levensjaar (hij werd 96);
- Leif Segerstam voltooide (stand van december 2012) meer dan 261 symfonieën die echter nauwelijks meer doen denken aan de klassieke symfonievorm.